# クロエ・コルマン
クロエ・コルマン（フランス語: Cloé Korman、1983年 -）はフランスの小説家である。

## 経歴
1983年にパリで生まれる。ユダヤ人の家系で、父親はナチスから逃れてポーランドに移り住んだシャルル・コルマン。リヨンの高等師範学校で学んだのち、2008年から2010年の間、文化省で働き、その後はフランス語を教えつつ、執筆活動に専念している。
2010年に出版された『色のついた人々』Les Hommes-couleur はリーヴル・アンテル賞を受賞した。2013年に『ルーヴレーヌの季節』Les Saisons de Louveplaine、2020年には『あなたはユダヤ人に似ている』Tu ressembles à une juive が出ている。2022年の『姉妹のように』Les presque sœurs はゴンクール賞の最終選考に残った。いずれも邦訳はない（2023年1月現在）。

## 『姉妹のように』
『姉妹のように』は第二次世界大戦中のヴィシー政権下におけるフランス国内でのユダヤ人の子供たちの収容所をテーマにしている。作者の父の従姉妹のコルマン姉妹と、彼女たちとともに収容所で７ヶ月を過ごしたカミンスキ姉妹を描く。「モンタルジ」、「ボーヌ・ラ・ロランド」、「パリ」の３部構成になっており、それぞれ彼女たちがその地で過ごした生活を語っている。
一人称の語りで物語は進むが、収容所のコルマン姉妹の時間と、彼女たちの足取りをたどる現在の語り手の時間が交代で語られる形になっている。
本作品は遠い過去に亡くなった子供の記憶を呼び覚ますものである。子供達の感情や反応は「推測」されたものではあるが、ミッキーマウスの腕時計への言及などは読者を作品に没入させ自分でも時間を測らせる効果を果たしていると評されている。

## 『姉妹のように』を巡る論争
本作品は著者クロエ・コルマンが、アウシュビッツで殺された父親の3人の従姉妹のことを知る中で着想された。調査のなかで彼女たちが3人の同世代のポーランド人の姉妹と交流を持っていたこと、その子たちが生き延びたことを知ったコルマンはその姉妹の1人に取材をした。このポーランド人姉妹も名前を変えて、『姉妹のように』に登場するのだが、そのことが問題を引き起こした。地名や人名は変えられているとは言え、十分に特定可能なものであり、また事実とフィクションが入り混じっていることなどに、小説の中のカミンスキの名前で登場しているノヴォドルスキ姉妹は不快感を示し最年少のモニクは「家族の歴史の盗用だ」と非難し、2番目のスザンヌはコルマンの小説が事実であり、自分たちの言うこと（ノヴォドルスキ姉妹は2018年に当時の経験を記したMes enfants, il faut que je parte...という本をL'Harmattan社から出版しており、スザンヌは学校での証言活動の一環で経験を語っている）が嘘だと思われることになるのではないかとの懸念を示している。さらにノヴォドルスキ家の家族の病気のことが小説に書かれていることも非難しているが、これに対しコルマンは証人が消えつつあることを語ることの必要性を主張している。比較文学の教授であるフィリップ・メスナールは、文学においては許されることであり、批判は著者の美的選択に向けられるべきだとしている。司法的には私生活に関する民法9条が引き合いに出されうるが、France Interが問い合わせた弁護士によると、原稿を前もって読んでいる以上、同意しているっものとみなされるだろうとのことである。モニク・ノヴォドルスキは訴訟を起こすつもりはないと話している。

## 著作
『色のついた人々』Les Hommes-couleur 2010
『ルーヴレーヌの季節』Les Saisons de Louveplaine 2013
『あなたはユダヤ人に似ている』Tu ressembles à une juive 2020
『姉妹のように』Les presque sœurs 2020

## 注
1. 1 2  “Les camps de Vichy à hauteur d'enfants”. Le Monde. (2022年10月7日)
2. ↑   Les Presque sœurs. Seuil. (2022). p. 31
3. ↑  “Des Montargises inspirent un roman”. En Gâtinais. (2022年11月6日){{cite news}}:  CS1メンテナンス: 先頭の0を省略したymd形式の日付 (カテゴリ)
4. ↑  “Quand la littérature se heurte à la véracité des témoins”. En Gâtinais. (2022年11月6日){{cite news}}:  CS1メンテナンス: 先頭の0を省略したymd形式の日付 (カテゴリ)
5. ↑  “"Inadmissible": les sœurs qui témoignent dans le roman de Cloé Korman dénoncent "un vol" de leur histoire”. France inter. (2022年10月31日)
6. 1 2  “La colère et l'incompréhension des "presque sœurs" du roman de Cloé Korman, finaliste du prix Goncourt”. Télérama. (2022年10月1日){{cite news}}:  CS1メンテナンス: 先頭の0を省略したymd形式の日付 (カテゴリ)
7. 1 2 3 4  “"Inadmissible": les sœursqui témoignent dans le roman de Cloé Korman dénoncent "un vol" de leur histoire”. France inter. (2022年10月31日)